# За морем (Чёрное зеркало)
«За морем» (англ. Beyond the Sea) — третий эпизод шестого сезона антологии «Чёрное зеркало». Его написал создатель сериала Чарли Брукер, а режиссёром стал Джон Кроули. Премьера эпизода, наряду с остальной частью шестого сезона, состоялась 15 июня 2023 года на Netflix. Действие происходит в ретрофутуристическом 1969 году. В нём рассказывается о двух астронавтах, Клиффе (Аарон Пол) и Дэвиде (Джош Хартнетт), которые обитают в копиях своих тел на Земле. После того, как семья Дэвида убита на Земле, он начинает использовать копию Клиффа и сближается с женой Клиффа Ланой (Кейт Мара).
Брукер задумал этот эпизод как историю об удалённой работе. На него повлиял культ семьи Мэнсона, действовавший в 1960-х годах. Название происходит от английской версии песни «La Mer», известной в этом эпизоде. Съёмки проходили в течение трёх недель в Уитстабле в Англии летом 2022 года, а также в Лондоне и Испании. Аарон Пол, фанат «Чёрного зеркала», играет Клиффа и Дэвида, использующего копию Клиффа. Пол согласился на эпизодическую роль в предыдущем эпизоде «USS Каллистер» при условии, что сможет снова появиться в сериале.
Критики назвали этот эпизод ориентированным на персонажей: Клифф более строгий и сдержанный, чем Дэвид. Исследуется мужественность каждого персонажа, а также опыт изоляции Ланы. Рецензенты высоко оценили игру актёров, равно как и эмоциональный, созерцательный тон эпизода, хотя сюжет и темп вызвали неоднозначную реакцию. В целом многие критики сочли эту серию лучшей серией шестого сезона.

## Сюжет
Альтернативная история, 1969 год. Клифф Стэнфилд (Аарон Пол) и Дэвид Росс (Джош Хартнетт) — астронавты, прошло два года их шестилетней миссии. Они могут переносить свое сознание в искусственные копии своих тел на Земле, когда они не нужны на корабле для плановых проверок и упражнений.
Поскольку Клифф и его жена Лана (Кейт Мара) недавно переехали в деревню со своим сыном Генри, Лана предлагает устроить вечеринку в саду, чтобы встретиться с соседями, но Клифф отвергает эту идею. Дэвид идёт в кино с сыном, дочерью и женой Джессикой (Оден Торнтон) на день рождения сына. Он танцует под «La Mer» с Джессикой и ласкает её. Их прерывает сигнал тревоги: Дэвиду необходимо контролировать Клиффа, совершающего выход в открытый космос для внепланового ремонта.
Ночью Дэвид, услышав злоумышленников, подходит к ним с бейсбольной битой. Четверо злоумышленников во главе с Каппой (Рори Калкин) составляют культ, выступающий против искусственных людей. Они связывают Дэвида; он наблюдает, как они убивают его семью и уничтожают его копию.
Ограниченный космическим кораблём, Дэвид замолкает от горя и проявляет суицидальные наклонности. По предложению Ланы Клифф позволяет Дэвиду использовать свою копию, чтобы прогуляться по лесу. Дэвид, находясь в копии Клиффа, начинает плакать, и Лана обнимает его. На корабле Клифф воодушевлён тем, что Дэвид нарисовал его дом по памяти. Клифф позволяет Дэвиду использовать свою копию в течение часа в неделю, чтобы нарисовать картину дома маслом.
Дэвид и Лана становятся ближе во время его визитов: он влюбляется в неё, а ей нравится, когда её замечают. Когда у Дэвида заканчивается льняное масло, он убеждает Лану съездить в город. Они покупают книгу, которую он рекомендует; владелец магазина принимает Дэвида за Клиффа и выражает Дэвиду соболезнования. Позже Дэвид танцует с Ланой под «La Mer», но она отвергает его сексуальные притязания. Генри портит картину Дэвида, из-за этого Дэвид бьёт его. Лана требует, чтобы он ушёл, и пытается убедить Клиффа не позволить ему возвращаться.
Клифф обнаруживает, что Дэвид рисовал обнаженную Лану на космическом корабле. Клифф бьёт Дэвида кулаком, который говорит, что у него ничего нет, в то время как Клифф имеет всё и не ценит этого. Лана рассказывает Клиффу правду об ухаживаниях Дэвида и своих чувствах.
Клифф реагирует на сигнал тревоги и выходит в открытый космос, но обнаруживает, что проблем нет. Тем временем Дэвид использует копию Клиффа, чтобы убить его семью. Клифф обнаруживает, что его копия залита кровью, и находит тела. Когда Клифф возвращается на корабль, Дэвид предлагает ему сесть.

## Производство
«Чёрное зеркало» взяло перерыв после выхода пятого сезона в 2019 году. Его исполнительные продюсеры Чарли Брукер и Аннабель Джонс ушли из продюсерской компании House of Tomorrow и присоединились к Broke and Bones, что привело к переговорам о правах на производство. Брукер взял перерыв в «Чёрном зеркале» и поработал над комедийными проектами. В мае 2022 года Netflix объявил, что шестой сезон «Чёрного зеркала» находится в разработке. Broke and Bones продюсировали сезон, в то время как материнская компания House of Tomorrow, Banijay, сохранила за собой право собственности.
Брукер был сценаристом эпизода «За морем». Он написал этот эпизод как реакцию на карантин из-за COVID-19 в Великобритании, рассматривая его как историю о работе на дому . По первоначальной задумке, семья персонажа погибает в результате лесного пожара, вызванного изменением климата:1:30. Однако, вдохновившись историческим сеттингом «Демона 79», первого написанного эпизода шестого сезона, действие перенесли в 1969 год. На «За морем» повлияла научная фантастика той эпохи и предсказания культа семьи Мэнсона, действовавшего в 1960-х годах. Брукер написал, что персонажи следуют поведенческим нормам того периода, говоря, что они ведут себя по-другому из-за отсутствия мобильных телефонов.
Название эпизода «Море спокойствия» рассматривалось как отсылка к вымышленному телешоу, упоминаемому в «Чёрном зеркале». Окончательное название «За морем» отсылает к английской версии песни «La Mer». Брукер сказал, что эта песня «захватывающая» и «вечная»:10:00. Брукер упомянул в своем сценарии ряд книг, показанных на экране, в том числе «Человек в картинках» (1959) — поскольку экранизация 1969 года его напугала — и «Долину кукол» (1966), как шутку о Лане, живущей с точной копией:29:30.

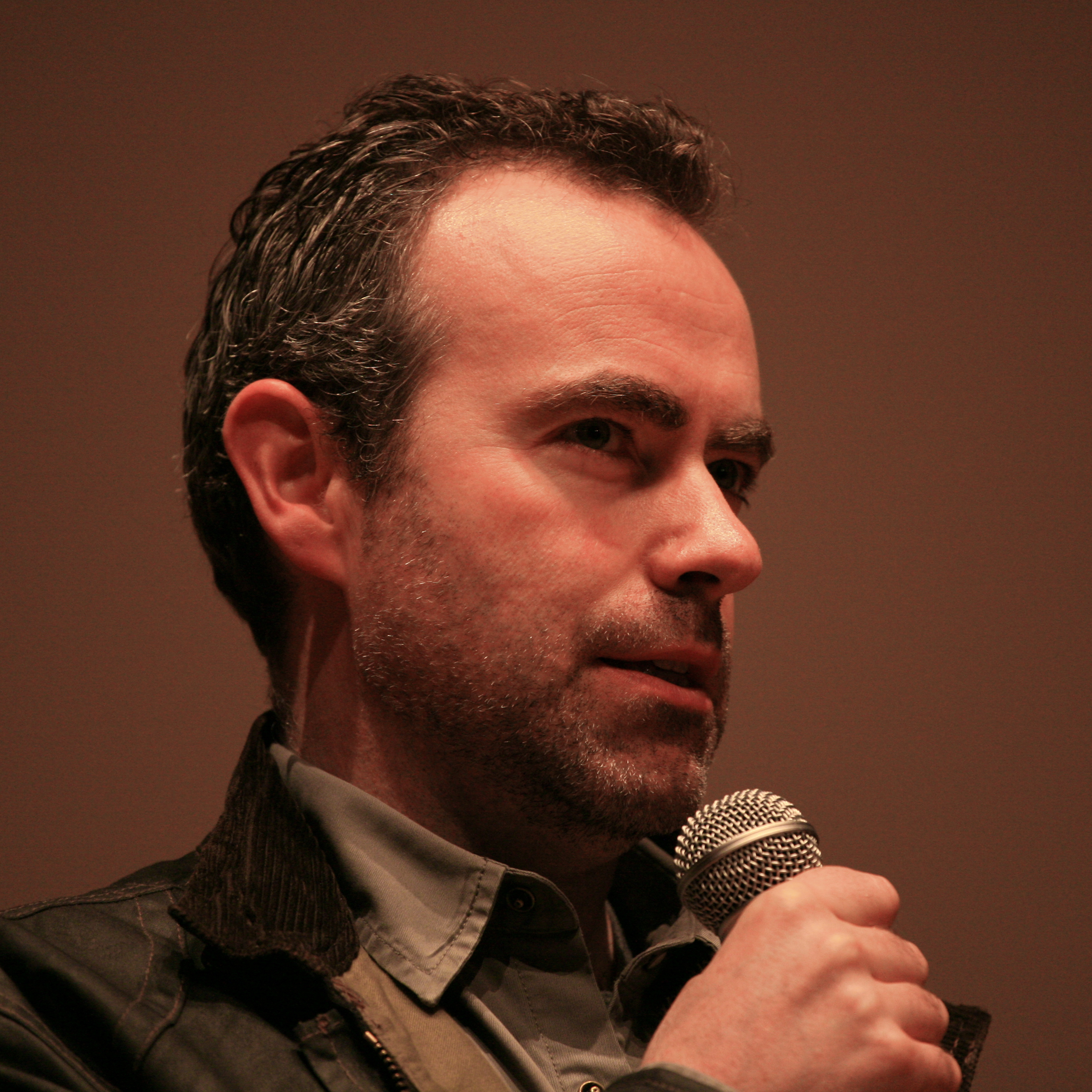
Джон Кроули стал режиссёром «За морем».

Первые сообщения в июле 2022 года сообщили о кастинге Аарона Пола, Джоша Хартнетта, Кейт Мары и Одена Торнтона, а о кастинге Рори Калкина было объявлено в апреле 2023 года. Режиссёром эпизода стал Джон Кроули. Удо Крамер разработал декорации для всех шести эпизодов сериала. Саундтрек был написан Фолькером Бертельманом и выпущен 21 июля 2023 года.

### Кастинг
Аарон Пол — один из немногих актёров, появившихся второй раз в «Чёрном зеркале». Ранее он принял эпизодическую роль озвучки в космическом эпизоде «USS Каллистер» в четвёртом сезоне при условии, что это не помешает ему сняться в сериале в будущем. Он также проходил прослушивание в другом эпизоде, и ему предложили появиться в пятом сезоне, но он не смог появиться из-за других обязательств. Пол был большим поклонником «Чёрного зеркала» и заявил, что шоу побудило его ограничить использование технологий и социальных сетей — вплоть до отсутствия у него компьютера. Ещё до съёмок Пол дружил с Марой и был знаком с Хартнеттом. Он много времени проводил на фермах, а наблюдение за звёздами было его хобби с детства.
Пол описал Клиффа как «деспотичного», но предположил, что Клифф считал себя «милым, нежным, хорошим, любящим отцом» по сравнению со своим отцом. По сравнению с Полом Клифф «сдержанный» и «действующий по правилам». Он сказал, что у Клиффа был «глубоко укоренившийся груз» и неспособность общаться, но он осознал это и «начал идти по правильному пути», как только узнал о любви Дэвида к Лане. Снимая открытие Клиффом убийства его семьи, Пол старался не смотреть на съёмочную площадку, чтобы придать реализм своей реакции, и просил только сообщить ему о расположении камер.
Мара также была поклонницей сериала и очень хотела поработать над «За морем», потому что в нём исследуются взаимоотношения. Мара увидела, что Дэвид, Клифф и Лана испытывают изоляцию. В случае Ланы у неё нет выбора из-за её статуса домохозяйки в 1960-е годы, но она хочет, чтобы её муж чувствовал себя присутствующим. Хартнетт не присутствовал на съёмках сцен, где Пол играет Дэвида в копии Клиффа. Вместо этого репетиции и дискуссии были сосредоточены на этом элементе. По мнению Хартнетта, для Пола ключевым моментом было воплотить «внутренние махинации» Дэвида, а не выдавать себя за него. Мара сказала, что всегда было ясно, какого персонажа играл Пол, поскольку Дэвид «гораздо больше присутствует с Ланой», в то время как Клифф «во многих отношениях отсутствует». Пол сказал, что изучал манеру Хартнетта во время репетиций и хотел передать его «врождённое обаяние». Пол и Мара вместе брали уроки танцев, готовясь к танцу под «La Mer».
Хартнетту предложили роль за неделю до начала съёмок. Он сказал, что Дэвид — оптимист, олицетворяющий надежду общества на освоение космоса. Комментируя ситуацию Дэвида, Хартнетт сказал, что душа человека «атрофируется», если у него отнимают «любовь и общение». Пол считал, что план Дэвида по написанию картины маслом не имел изначального скрытого мотива. По словам Хартнетта, у Дэвида было три варианта: убить себя, Клиффа или семью Клиффа. Средний выбор косвенно приведёт к его смерти. Дэвид выбирает последний вариант как способ «действительно достучаться» до Клиффа, поскольку обе их семьи будут убиты.

### Съёмки фильма

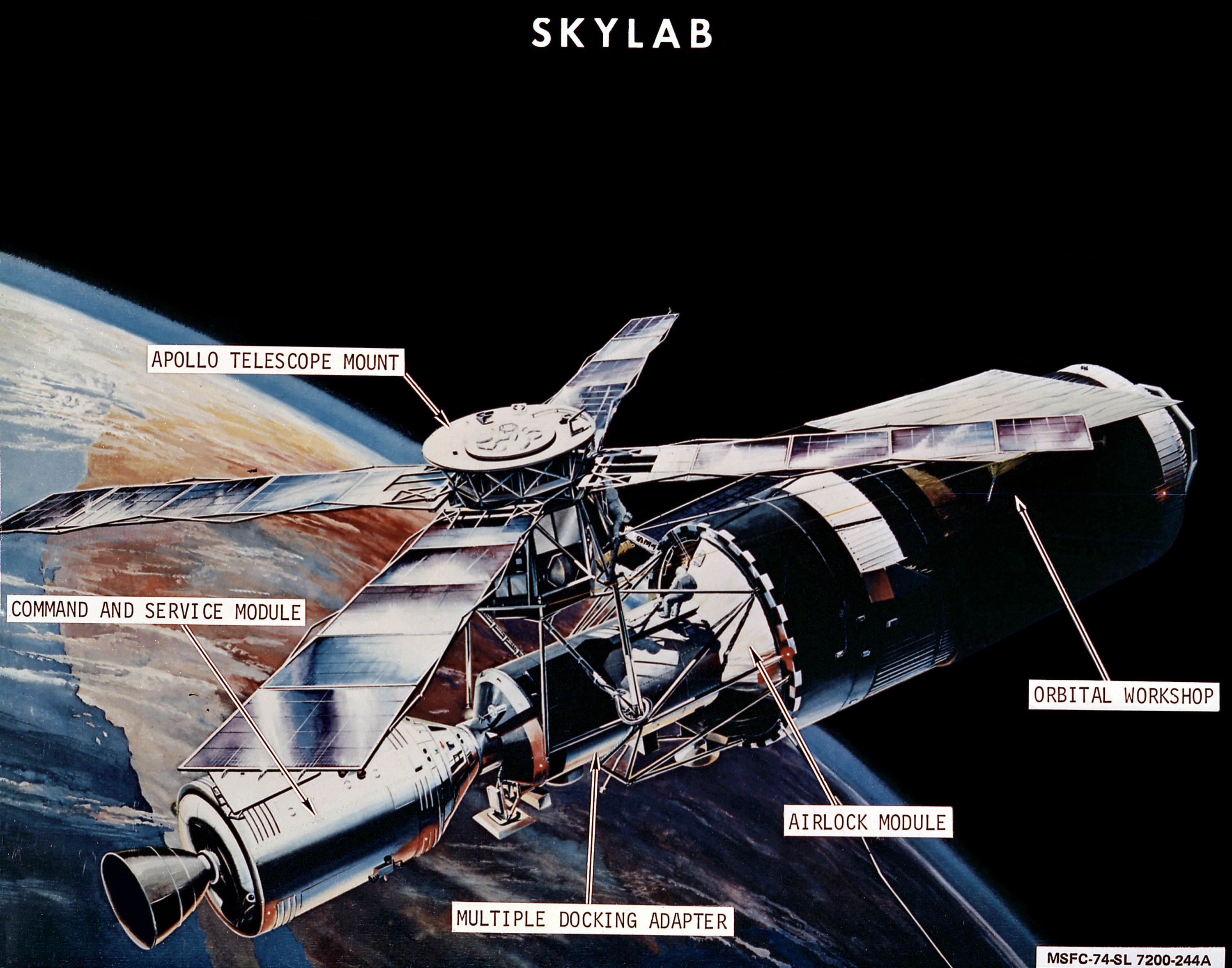
Первая космическая станция НАСА, Скайлэб, была пилотируемой в 1973 и 1974 годах. Это повлияло на его дизайн в эпизоде «За морем».

После репетиций в Лондоне три недели съёмок прошли в Уитстабле, Англия, во время сильной жары летом 2022 года. Чтобы представить сельский американский дом Клиффа, Для съёмок использовали дом в Уитстабле, спроектированный тоскующим по дому американцем. Они позволили траве расти, чтобы придать ей «ощущение нетронутости», добавили сарай и изменили дизайн интерьера, чтобы он соответствовал 1960-м годам. Съёмки похода Дэвида и Ланы по магазинам проходили в городе Рай в Восточном Суссексе.
Интерьер космического корабля был построен в Твикнеме, Лондон, на той же звуковой сцене, где The Beatles записали «Get Back» (1969). Он был спроектирован с учётом проекта НАСА «Скайлэб», запущенного в 1973 году. Крамер также черпал вдохновение из фильма «Космическая одиссея 2001 года» (1968), но избегал «мигающих кнопок и моргающих огней», используемых в футуристической фантастике той эпохи. По словам Хартнетта, он был спроектирован так, чтобы быть «слишком маленьким», поэтому его рост 6 футов 3 дюйма (191 см) означал, что ему было трудно пройти через дверные проёмы. Это привнесло атмосферу клаустрофобии.
Три ночи съёмок проходили в испанской Валенсии, где дом середины века использовался в качестве резиденции Дэвида. По словам Крамера, дом был построен вокруг бассейна и с использованием старинных деталей. Были добавлены стены, изменена планировка и заменена мебель. Крамер сказал, что дизайн должен был быть «очень серьёзным, чтобы драма окупилась». Красная плитка была заменена кремовым ковром, чтобы усилить ауру «неуместности» злоумышленников и эффект красного оттенка во время сцены насилия. Хартнетт сказал, что сцена убийства семьи Дэвида была снята «в конце очень долгой ночи», ограничена по времени и эмоциональна для него как родителя.

## Анализ
«За морем» — это научная фантастика и история ужасов. Это пример ретрофутуризма, демонстрирующий футуристические технологии в прошлом. По словам Луизы Меллор из Den of Geek, его обстановка используется «как сцена, на которой рассказывают домашнюю сказку». Эд Пауэр из The Daily Telegraph нашёл это напоминающим золотой век научной фантастики. Ади Робертсон из The Verge считал, что период 1960-х годов позволил зрителю подавить недоверие, поскольку более ограниченные технологии создают возможность изоляции персонажей. Хартнетт отметил, что убийство копии Дэвида и его семьи отражает убийство Шэрон Тейт, совершённое семьей Мэнсона в 1969 году — в том же году, когда происходит действие этого эпизода. Каппа, лидер злоумышленников, олицетворяет Чарльза Мэнсона.
До «Beyond the Sea» «Чёрное зеркало» обращалось к прошлым десятилетиям в «Сан-Джуниперо» и «Брандашмыге». В первом показаны 1980-е, 1990-е и 2000-е годы, а во втором — 1984 год. Исследование горя с помощью искусственных людей — ещё одна общая черта с «Сан-Джуниперо», а также с «Я скоро вернусь». Робертсон сказал, что «Сейчас вернусь» является более метафорическим, чем «За морем», поскольку в нём используется искусственный человек как представление цифрового следа персонажа. Супружеские проблемы, ещё одна тема эпизода, также были темой «Истории всей твоей жизни».
Робертсон охарактеризовал этот эпизод как исследование характера. Клифф и Дэвид изначально представляют собой противоположности, с контрастирующими встревоженной и расслабленной натурами. В отличие от Клиффа, Дэвид демонстрирует любовь к своим детям и жене, а также интерес к искусству и музыке. Его богатство, работа и семья делают его «всем, чем должны были быть мужчины по мнению американского общества в 1969 году», писала Меллор. По словам Меллор, Клифф представляет «старый стиль мужественности»: его показывают рубящим дрова, занимающимся подводной охотой и молящимся перед едой, он совершенно безразличен к своей жене и ребёнку. По словам Бена Розенстока в обзоре для Vulture, Лана начинает представлять Дэвида как «Клиффа, в которого она изначально влюбилась», примером чего являются её комментарии о Дэвиде, «носящем её мужа как костюм».
В i Эмили Бейкер написала, что этот эпизод продемонстрировал, как «мужчины используют насилие в отношении женщин в качестве инструмента». Пример Меллор: Дэвид убивает Лану в отместку Клиффу. Меллор отметила, что мужчины «относятся к женам и детям как к собственности мужей» в соответствии с нормами 1960-х годов, и что «нет ничего более опасного для женщин и детей, чем мужчина с уязвлённым эго». Клифф немногословен по отношению к жене и бьёт сына, чтобы контролировать его поведение. Брианна Аренс, также пишущая в Den of Geek, считала, что и Клифф, и Дэвид демонстрируют токсичную маскулинность с «жёстким и ограниченным» пониманием мужественности. Они не обсуждают свои эмоции, и Клифф удивляется, когда узнаёт, что Дэвид плакал от горя.
Робертсон нашёл это повествование «поразительно щедрым» по отношению к обоим мужчинам: например, решение Клиффа переехать в изолированное место имеет смысл, учитывая насилие против семьи Дэвида (хотя убийство семьи Дэвида и его копии произошло после того, как Клифф выбрал дом для проживания). Однако Меллор считала, что Клифф принимает решения, ограничивающие социализацию Ланы: например, он отвергает её идею вечеринки в саду, чтобы уберечь её «от искушений и угроз со стороны других людей». Согласно анализу Аренс, Дэвид считает, что ему должны то, что он хочет: он без согласия рисует Лану обнажённой и продолжает ласкать её после того, как она говорит ему остановиться.
Книги Ланы намекают на сюжет эпизода. Впервые её можно увидеть читающей «Аэропорт» (1968), в которой напряжённая работа главного героя приводит к проблемам в браке. «Долина кукол», изображающая секс и женскую дружбу в Нью-Йорке, может напомнить Лане о её прежнем образе жизни. Его герои страдают от проблем в отношениях и одиночества. В книге «Луна — суровая хозяйка» (1966), которую Дэвид рекомендует Лане, лунная колония восстаёт, чтобы освободиться от контроля Земли; в его обществе на одну женщину приходится два мужчины.

## Восприятие
Согласно агрегатору рецензий Rotten Tomatoes, этот эпизод имеет рейтинг одобрения 87 % на основе 15 обзоров. Он получил пять звёзд от i; The Independent, The Daily Telegraph и Den of Geek оценили его на четыре звезды из пяти; Vulture дал ему две звезды. Некоторые критики сочли его лучшим эпизодом шестого сезона.
Критики назвали тон эпизода преимуществом. Ник Хилтон из The Independent и Джуди Берман из Time похвалили его тон как похожий на лучшие выпуски программы, назвав его «мрачным, концептуальным» эпизодом и эпизодом с «поэтическим, эмоциональным регистром» соответственно. Робертсон счёл, что эпизод «движим сочувствием», что является редкостью в сериале. Лейла Джордан из Paste похвалила его как «захватывающий и ужасающий во всех лучших смыслах», в то время как Пауэр назвал его «необычайно созерцательным» и «лишённым знакомого порочного остроумия Брукера» под руководством Кроули, «мастера настроения». С менее позитивной точки зрения, Ричард Лоусон из Vanity Fair сказал, что фильм имеет «торжественную тяжесть», но ему не хватает «задора духа времени», как в других эпизодах. Дэниел Д’Аддарио раскритиковал эпизод в Variety как напоминающий «попытку обеспечить драматическую добросовестность, действуя как можно более мрачно».

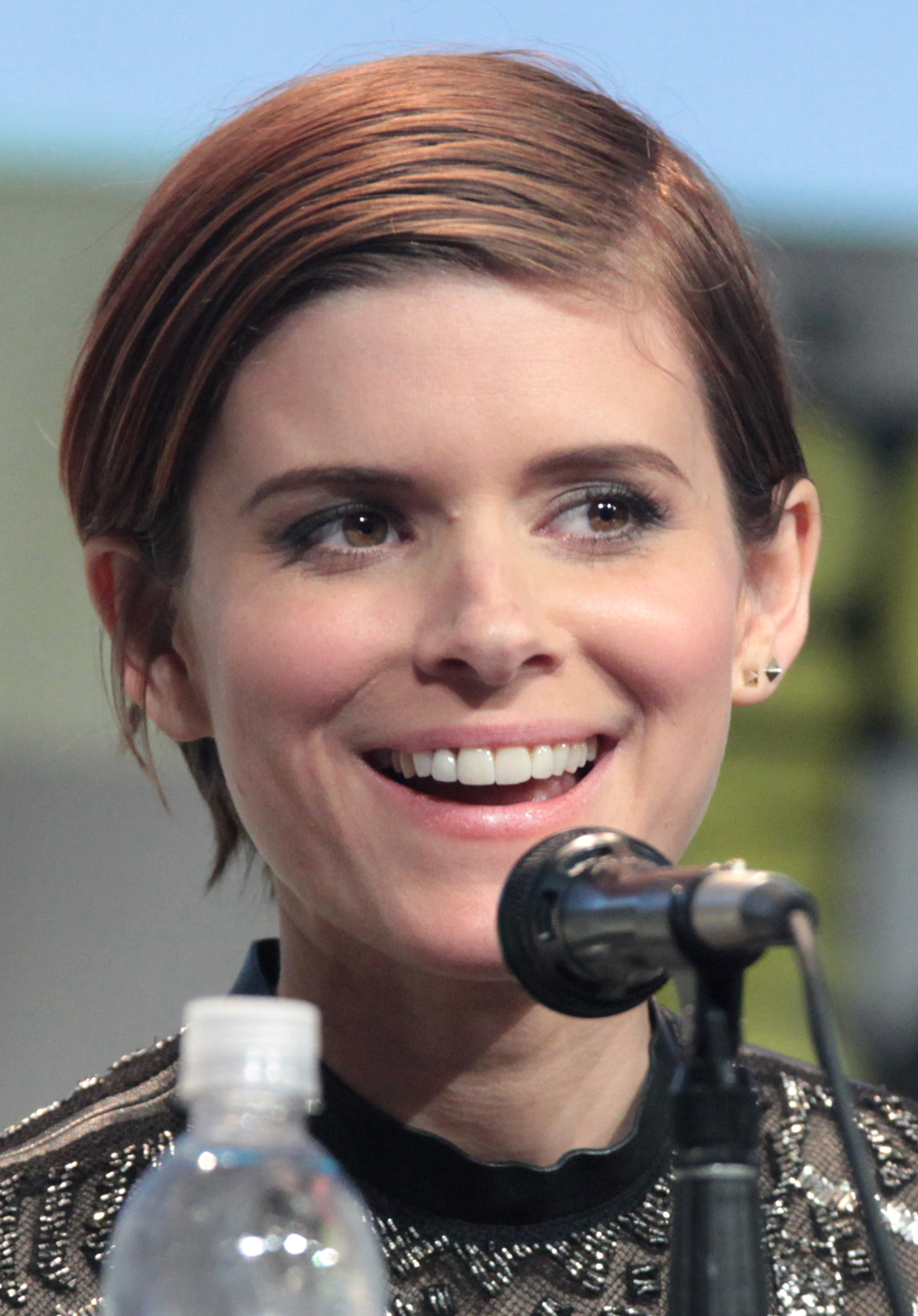
Игра Кейт Мары в роли Ланы получила похвалу рецензентов.

Актёрский состав получил признание: рецензенты назвали этот эпизод ориентированным на персонажей. Кейли Дрей из The A.V. Club написала: «Сила этого произведения исходит из его мощной актёрской игры», а именно «угрожающего поворота Калкина», «нежной теплоты Мары» и «постоянно растущей интенсивности Пола и Хартнетта». Лоусон похвалил «острую, многослойную игру»; Д’Аддарио признал актёров, особенно Мару, способными «разыгрывать сильные эмоции с деликатной сдержанностью». Нил Армстронг из BBC Culture считал, что Пол показал лучшую игру в сериале, несмотря на то, что ему было трудно показать эмоции, сдерживаемые его персонажем. Бейкер также похвалил «душераздирающе грубый поворот» Пола и переход Хартнетта от вызывающего сочувствующие к злодею. Бейкер назвал Мару «эмоциональным стержнем» драмы и сказал, что она показала «лучший результат в своей карьере». В отрицательном обзоре Эрлих, тем не менее, похвалила актёрский состав. Розенсток, напротив, считал, что игра слишком приглушённая; он раскритиковал проводимое Полом различие между Клиффом и Дэвидом как слишком тонкое, отсутствие живости Ланы в обществе Дэвида и отсутствие объяснения жёсткой манеры Клиффа.
Восприятие сюжета было более поляризованным. Например, в то время как Дрей считала, что эта технология была «плохо замаскированным сюжетным ходом», а Калум Рассел из Far Out Magazine обнаружил отсутствие построения мира, Хилтон считала, что этот эпизод «решает большие научно-фантастические проблемы… с превосходной уверенностью». Хилтон сравнила его с научно-фантастическими фильмами на космическую тематику «Луна 2112» (2009) и «Пекло» (2007). Розенсток нашёл, что сюжет легко предугадать, в то время как Лоусон писал, что «Брукер ловко преодолевает» очевидные ранние повороты «к гораздо более мрачному месту». Рассел раскритиковал то, что идея открывает «поток возможностей», но авторы «к разочарованию решили пойти по наименее заманчивому пути». Рассел предположил, что этот эпизод был бы лучше, если бы Лана влюбилась в Дэвида, а не наоборот. Концовка была оценена Бейкером и Розенстоком как «потрясающая» и «превосходно запутанная» соответственно.
Критики также разошлись во мнениях по поводу продолжительности эпизода. Джордан рассматривала это как «хорошо рассказанную, краткую историю». Хилтон предположил, что кульминация была начата в спешке, и на развитие сюжета могло уйти ещё 30 минут. Напротив, по словам Пауэра, некоторым зрителям он может показаться слишком медленным по сравнению с более «анархическими» эпизодами. Розенсток сказал, что «беременные паузы» не добавляют ценности, а Алан Сепинволл из Rolling Stone обнаружил, что каждый кусок растянут и «требуется целая вечность, чтобы привести сюжет в движение».

### Рейтинги эпизода
«За морем» занял следующее место в рейтингах 28 частей «Чёрного зеркала» от критиков:
- 3-е место — Джеймс Хиббс, Radio Times[45].
- 13 место — Джеймс Хибберд и Кристиан Голуб, Entertainment Weekly[46].
- 16 место — Чарльз Брамеско, Vulture[47].
- 17 место — Люси Форд, Джек Кинг и Брит Доусон, GQ[48].
- 19 место — Брэйди Лэнгманн, Esquire[49].
- 20 место — Амит Катвала, Мэтт Рейнольдс и Джеймс Темпертон, Wired[50].
- 21 место — Эд Пауэр, The Daily Telegraph[51].

GamesRadar+ и IndieWire перечислили 27 эпизодов, не считая «Брандашмыга», где «За морем» занял 5-е и 14-е места соответственно. Газета New York Observer назвала его лучшим из пяти эпизодов шестого сезона.